# Кийран Кълкин
Кийран Кайл Къ̀лкин (на английски: Kieran Kyle Culkin, произношението на фамилията в САЩ е по-близко до Ка̀лкин) е американски актьор, носител на наградата „Оскар" за най-добра поддържаща мъжка роля във филма „Истинска болка“ (2024). Номиниран за „Златен глобус“ за главна мъжка роля.

## Биография

### Произход
Роден е на 30 септември 1982 г. в Ню Йорк. Той е четвъртото от общо 7 деца в семейството на Крис Кълкин и Патриша Брентръп. Има четирима братя: Маколи (1980), Шейн (1976), Крисчън (1987) и Рори (1989), както и две сестри – Дакота (1979 – 2008) и Куин (1984).

### Кариера
Първата му изява е през 1990 във филма „Сам вкъщи“. Там той играе Фулър Маккалистър, един от братовчедите на Кевин Маккалистър (Маколи Кълкин), който се подмокря в леглото и обяснимо защо Кевин го мрази. Една от случките, на които се гради „Сам вкъщи“, е точно тази, при която карат Кевин да спи на сгъваемия диван с Фулър.
Продължава като дете-актьор и тийн-актьор в още много комедии, които включват „Сам вкъщи 2: Изгубен в Ню Йорк“ (1992) и „Бащата на булката“ (1991). Може би най-значимата му роля е в „Падението на Игби“, където получава главна роля. За нея Кийран е номиниран за Златен глобус. Кълкин играе и в номинирания за Оскар филм „Музика на сърцето“.

## Избрана филмография
- „Сам вкъщи“ (1990)
- „Само самотните“ (1991)
- „Бащата на булката“ (1991)
- „Сам вкъщи 2: Изгубен в Ню Йорк“ (1992)
- „Без убежище“ (1993)
- „Бащата на булката 2“ (1995)
- „Могъщият“ (1998)
- „Тя е върхът“ (1999)
- „Музика от сърцето“ (1999)
- „Правилата на дома“ (1999)
- „Легенда за леприконите“ (1999)
- „Училищни игри“ (2002)
- „Падението на Игби“ (2002)
- „Разкошен живот“ (2008)
- „Хартиеният човек“ (2009)
- „Скот Пилгрим срещу света“ (2010)
- „Маргарет“ (2011)
- „Пълен т*шак“ (2013)
- „Без резки движения“ (2021)
- „Наследници“ (2018 – 2023), сериал
- „Истинска болка“ (2024)